# Nižné Temnosmrečinské pleso
Nižné Temnosmrečinské pleso (také nazývané Nižné Temnosmrečianske pleso) je ledovcové jezero ve skupině Temnosmrečinských ples v Temnosmrečinské dolině, jež je horní větví Kôprové doliny ve Vysokých Tatrách na Slovensku. Má rozlohu 11,7045 ha a je 525 m dlouhé a 360 m široké. Dosahuje maximální hloubky 38,1 m a objem vody v něm činí 1 501 500 m³. Leží v nadmořské výšce 1677 m.

## Okolí
Na severu ze zvedá hřeben, kterým prochází státní hranice mezi Slovenskem a Polskem. V hraničním hřebení se tyčí Hrubý štít a dále na východ dolina stoupá dalším prahem. Na jihu dolinu ohraničuje Prostredný chrbát, za kterým je schovaná Hlinská dolina. Na západě ústí do Kôprové doliny.

## Vodní režim
Od východu z Vyšného Temnosmrečinského plesa přitéká Temnosmrečinský potok a odtéká na západ, aby o něco níže pod plesem překonal Vajanského vodopád. Rozměry jezera v průběhu času zachycuje tabulka:
| Rok     | Měření prováděl         | Rozloha ha | Délka m | Šířka m | Hloubka max.m | Objem m³  |
| ------- | ----------------------- | ---------- | ------- | ------- | ------------- | --------- |
| [ 2 ]   | J. Schaffer, F. Stummer | 10,476     | 520     | 366     | 37,8          | [ 3 ]     |
| 1932    | Roman Gajda             | 13,156     | 564     | 410     | 40,5          | [ 3 ]     |
| 1961–67 | pracovníci TANAPu       | 12,010     | 525     | 360     | 37,8          | [ 3 ]     |
| 2005    | Gregor, Pacl            | 11,7045    | [ 3 ]   | [ 3 ]   | 38,1          | 1 501 500 |

## Přístup
Pleso je veřejnosti přístupné v období od 16. června do 31. října.
- Po  modré turistické značce z rozcestí Tri studničky Kôprovou dolinou na rozcestí pod Hlinskou dolinou a dále
  - po  zelené turistické značce směr sedlo Závory k rozcestí pod Temnými smrečinami,
    - po  červené turistické značce k plesu.
- Po  žluté turistické značce z Podbanského Tichou dolinou na rozcestí Liptovský košiar, dále
  - po  červené turistické značce do sedla Závory a dále dolů
    - po  zelené turistické značce do Kobylí dolinky a k rozcestí pod Temnými smrečinami a dále
      - po  červené turistické značce k plesu.

Vrátit se je možné pouze stejnou cestou, pokračovat k Vyšnému Temnosmrečinskému plesu a do sedla Chalubinské vrata a dál do Polska není možné, turistický chodník byl zrušen.